# HC 05 Banská Bystrica
Der HC 05 Banská Bystrica ist ein slowakischer Eishockeyklub der Stadt Banská Bystrica, der 2005 gegründet wurde und seit 2008 in der slowakischen Extraliga spielt. Seine Heimspiele trägt der Verein im Zimní stadion Banská Bystrica aus, das 3.000 Zuschauer fasst.

## Geschichte
Zwischen 1933 und 2005 existierte in Banská Bystrica ein Eishockeyklub, der zuletzt SaHK Iskra Banská Bystrica hieß und in der zweitklassigen 1. Liga spielte. Dieser Klub wurde 2005 aufgelöst. Daraufhin gründete sich der HC 05 Banská Bystrica, der 2006 und 2008 Meister der 1. Liga wurde und 2008 in die Extraliga aufstieg.
Ab 2014 agierte der Klub als Farmteam des HC Slovan Bratislava aus der Kontinentalen Hockey-Liga, was sich als sehr erfolgreich erwies und dem Klub die finanziellen Möglichkeiten gab, vermehrt ausländische Spieler  zu verpflichten. Diese sportliche Verbesserung führte im Jahr 2017 zum erstmaligen Gewinn der slowakischen Meisterschaft. Damit qualifizierte sich der Klub zudem für die Teilnahme an der Champions Hockey League. Der Gewinn der Meisterschaft konnte in den zwei darauf folgenden Jahren wiederholt werden.

## Spieler

### Bekannte ehemalige Spieler
Folgende Spieler begannen ihre Karriere in Banská Bystrica und schafften es zum Teil bis in die National Hockey League:
- Michal Handzuš
- Vladimír Országh
- Richard Zedník
- Peter Budaj
- Ivan Majeský
- Tomáš Surový
- Matúš Kostúr

### Meisterkader

#### 2016/2017
- Torhüter: Andrej Košarišťan, Jason Bacashihua, Nathan Lawson
- Verteidiger: Ty Wishart, Branislav Kubka, Michal Sersen, Jonathan Carlsson, Adam Sedlák, Mathew Maione, Ivan Majeský, Martin Gründling, Mislav Rosandič, Ivan Ďatelinka, Vladimír Mihálik
- Stürmer: Viačeslav Truchno, Jordan Hickmott, Martin Belluš, Mário Lunter, Dávid Buc, Tomáš Matoušek, Matej Češík, Tomáš Zigo, Alex Tamáši, Michal Handzuš, Pavol Skalický, Tomáš Surový, Patrik Lamper, Martin Andrisík, Petr Kafka, Mário Róth, Dalibor Bortňák, Brock Higgs
- Trainerstab: Vladimír Országh, Richard Zedník

#### 2017/2018
- Torhüter: Jan Lukáš, Teemu Lassila
- Verteidiger: Oliver Košecký, Branislav Kubka, Guillaume Gélinas, Adam Sedlák, Ján Brejčák, Ivan Ďatelinka, Nick Trecapelli, Klemen Pretnar, Vladimír Mihálik, Steven Delisle
- Stürmer: Pavol Skalický, Josh Brittain, Mário Lunter, Miloš Bubela, Gilbert Gabor, Matej Češík, Alex Tamáši, Éric Faille, Matej Giľák, Guillaume Asselin, Tomáš Surový, Cason Hohmann, Marek Bartánus, Patrik Lamper, Michal Kabáč, Tomáš Hrnka, Dalibor Bortňák
- Trainerstab: Vladimír Országh, Rastislav Paľov

#### 2018/2019
- Torhüter: Samuel Baroš, Iwan Lissutin, Stephon Williams
- Abwehrspieler: Marek Biro, Ivan Ďatelinka, Ryan Glenn, Branislav Kubka, Ben Marshall, Vladimír Mihálik, Martin Nemčík, Karol Sloboda, Jordon Southorn
- Stürmer: Guillaume Asselin, Marek Bartánus, Matej Češík, Éric Faille, Gilbert Gabor, Brock Higgs, Michal Kabáč, Levko Koper, Patrik Lamper, Mário Lunter, Tomáš Matoušek, Eric Selleck, Dávid Šoltés, Andrej Šťastný, Tomáš Surový, Tomas Török, Tomáš Zigo
- Trainerstab: Dan Ceman, Ivan Droppa, Michal Hudec

## Trainer seit 2010
- 2010/11 Milan Staš, Miroslav Chudý, Vladimír Országh
- 2011/12 Milan Staš, Vladimír Országh
- 2012–2014 Vladimír Országh, Miroslav Chudý
- 2014/15 Miroslav Chudý, Richard Zedník, Miroslav Hlinka; Hlinka im Sept. 2014 ersetzt durch Peter Harazín
- 2015–2017 Vladimír Országh[1], Richard Zedník[2]
- 2017/18 Vladimír Országh, Rastislav Paľov
- 2018/19 Dan Ceman, Ivan Droppa, Michal Hudec